# Cephalaeschna dinghuensis
Cephalaeschna dinghuensis – gatunek ważki z rodziny żagnicowatych (Aeshnidae).